# زهرا مغانی
زهرا مغانی (زادهٔ ۱۶ دی ۱۳۸۰ در تهران) بازیکن تیم ملی والیبال زنان ایران است. وی بازیکن سابق باشگاه پیکان و پورتو پرتغال است.